# Eileanan Iasgaich
Les Eileanan Iasgaich forment un petit archipel inhabité du Royaume-Uni situé en Écosse. Les îles sont entourées par South Uist, une île des Hébrides extérieures, et se trouvent juste au sud de la localité de Lochboisdale.

## Géographie
L'archipel se trouve au centre du Loch Baghasdail qui constitue une baie profonde s'avançant à l'intérieur de l'île de South Uist, dans les Hébrides extérieures. D'autres îles entourent les Eileanan Iasgaich, notamment à l'ouest. La localité de Lochboisdale se trouve juste au nord, sur une petite péninsule de South Uist.
L'archipel est constitué de cinq îles, dont deux principales à l'est et à l'ouest, ainsi que de nombreux îlots et rochers très proches les uns des autres et formant grossièrement un ovale orienté est-ouest. Un étroit chenal passe au centre des îles, du nord au sud. Seules les cinq iles principales sont nommées individuellement : Eileanan Iasgaich Mòr (« Grande île de la pêche ») à l'est, la plus grande, Eileanan Iasgaich Beag (« Petite île de la pêche ») à l'ouest, la deuxième plus grande, Eileanan Iasgaich Meadhonach (« Île centrale de la pêche ») entre les deux, Eilean Nam Feannag à l'entrée septentrionale du chenal et Eilean Bàgh Mhic Rois à son entrée méridionale.
Le relief des îles est peu marqué avec des rivages bas prolongés par d'importants estrans à marée basse, notamment en direction de l'est, de l'ouest et entre les îles. Ainsi, à marée basse, toutes les îles de cet archipel sont reliées entre elles mais elles demeures séparées de leurs voisines, notamment de South Uist. Cette situation explique leur nom, Eileanan Iasgaich toponyme écossais signifiant en français « îles de la pêche », la marée basse créant de nombreux pièges pour les poissons et les crustacés qui peuvent alors être aisément pêchés. 
Le point culminant des îles, non nommé, s'élève à un petit peu plus de vingt mètres d'altitude dans le centre d'Eileanan Iasgaich Mòr. La végétation rase est composée d'une lande et les îles ne comportent aucune construction.